# Christa Thomas
Christa Thomas (* 28. Juni 1893 in Köln; † 2. April 1989 ebd.) war eine deutsche Jugend- und Sozialarbeiterin sowie Publizistin, die sich in der Friedens- und Frauenbewegung engagierte. In ihrer Heimatstadt ist der Christa-Thomas-Weg nach ihr benannt.

## Leben
Christa Thomas wurde 1893 in Köln als erstes Kind von Sophia Wüst und ihrem Ehemann Friedrich Thomas, der als Stadtbaumeister tätig war, in ein großbürgerlich katholisches Elternhaus geboren und wuchs mit vier jüngeren Brüdern auf. Nach eigenen Angaben wegen „Disziplinschwierigkeiten“ verbrachte sie mehrere Jahre auf einem Internat der „Schwestern vom armen Kinde Jesu“ in Köln, wo sie eine streng katholische Ausbildung erhielt. Im Alter von 18 Jahren veröffentlichte sie erste Texte religiöser Natur u. a. in der Kirchenzeitung für das Erzbistum Köln. Während des Ersten Weltkrieges, in dem einer ihrer Brüder zu Tode kam, arbeitete sie in einer Munitionsfabrik und unter elenden Bedingungen als Hausarbeiterin in einem christlichen Hospiz. Nach eigenen Aussagen entstand hier ihr Berufswunsch Sozialarbeiterin.
Nach dem Krieg nahm sie Kontakt zum Katholischen Frauenbund auf und kam mit dessen Gründerin Hedwig Dransfeld in Kontakt, die ihr einen Studienplatz an der Sozialpolitischen Frauenschule des Caritasverbandes in Freiburg vermittelte. Nach ihrem Abschluss als staatlich anerkannte Wohlfahrtspflegerin und als Seelsorgshelferin (mit missio canonica) wurde sie 1922 Generalsekretärin des Zentralverbandes der katholischen Jungfrauenvereinigungen in Bochum. Sie hatte in Folge noch weitere Stellen innerhalb kirchlich-katholischer Institutionen inne, büßte – einer Darstellung zufolge – ihre Aussichten auf eine Karriere im katholischen Verbändewesen jedoch durch zu deutliche Hinweise auf innerkirchliche Missstände ein.
In Bamberg war sie ab Ende 1926 zunächst rund zwei Jahre als Leiterin der Frauenabteilung des Arbeitsamtes tätig, arbeitete danach aber wieder in der praktischen Sozialarbeit als „Soziale Betriebsarbeiterin“, unter anderem bei Dr. Oetker in Bielefeld. Anfang der 1930er Jahre publizierte sie wieder – Biografien, Broschüren und Einzelbeiträge für das Canisiuswerk.
Zu Beginn der Zeit des Nationalsozialismus engagierte sie sich ohne Bezahlung zusammen mit dem Pfarrer Matthias Beckers als Sozialarbeiterin in der Düsseldorfer Elendssiedlung Heinefeld, wo sich obdachlose und verarmte Menschen, unter ihnen viele Sinti, auf einem ehemaligen Truppenübungsplatz „wild“ angesiedelt hatten. Zum Lebensunterhalt veröffentlichte sie unter anderem Artikel in der Kölner Kirchenzeitung, in denen sie über die Situation in der Siedlung berichtete. Spendenaufrufe und Kollekten in Gemeinden sorgten für eine finanzielle Unterstützung ihrer Arbeit. Als sie Proteste gegen eine geplante Räumung und Umsiedlung in engere Ersatzquartiere unterstützte, wurde ihr vorgeworfen, sie habe die dort lebenden Menschen „aufgehetzt“. Eine von ihr herausgegebene Broschüre unter dem Titel Die am Rande der Großstadt, in der sie die sozialen Zustände in der Siedlung anprangerte, wurde 1936 von der Gestapo noch vor der Auslieferung beschlagnahmt.
Während des Zweiten Weltkriegs, in dem zwei weitere ihrer Brüder ums Leben kamen, war sie unter anderem in Schlesien als Soldatenbetreuerin und soziale Betriebsarbeiterin dienstverpflichtet.
In der unmittelbaren Nachkriegszeit war sie in Bamberg, wo sie in die CSU eintrat (später in NRW Wechsel zur CDU) und für die Caritas eine Lesestube für Flüchtlinge einrichtete. Zusammen mit Pastor Decker engagierte sie sich später in Düsseldorf bei der Neugründung des Friedensbundes Deutscher Katholiken. Thomas reiste durchs Land und sprach vor Kirchengemeinden und Versammlungen, um katholische Frauen für die Mitarbeit zu gewinnen. Von 1954 bis 1972 gab sie monatliche Rundbriefe an die Friedensfreunde heraus, um pazifistische Gedanken in katholischen Kreisen zu verbreiten. Diese widmeten sich dem aktuellen Tagesgeschehen, der Friedensarbeit, der katholischen Kirche und der Frauenfrage.
In dieser Zeit lebte und arbeitete sie als Heimleiterin in einem Kindererholungsheim in Mönchengladbach. Im Friedensbund setzte sie sich gegen die Wiederbewaffnung der Bundesrepublik Deutschland ein und wurde Gründerin und Präsidialmitglied im Hauptausschuss für Volksbefragung, der diese durch Aktivierung einer breiten Massenbewegung zu verhindern versuchte. Die Gruppierung war maßgeblich kommunistisch besetzt bzw. durch die SED unterwandert. Nach der für Konrad Adenauer erfolgreich ausgegangenen Bundestagswahl 1953 wurde die Wiederbewaffnung parlamentarisch auf den Weg gebracht und die Gegenbewegung als verfassungsfeindlich bekämpft. Christa Thomas wurde 1954 wegen „Hoch- und Landesverrats, Rädelsführerei in einer verfassungsfeindlichen Organisation und Verbreitung verfassungsfeindlicher Schriften“ angeklagt, 1955 jedoch freigesprochen. Im Revisionsverfahren vor dem Bundesgerichtshof wurde das Urteil zwar aufgehoben, das Verfahren dann jedoch beim Landgericht Dortmund bis zur Strafrechtsreform 1968 „liegengelassen“. Einer ihrer Verteidiger war Diether Posser, späterer Finanzminister von Nordrhein-Westfalen, der den Fall in der Rückschau als einen „sensationellen Erfolg“ und ein bedeutendes politisches Strafverfahren ansah.
Christa Thomas engagierte sich in den Folgejahren weiter in der Friedensbewegung, sie war Mitglied in der Deutschen Friedensgesellschaft und der Aktion Demokratischer Fortschritt und kandidierte 1960 und 1963 für die Deutsche Friedens-Union. Noch 1977 wurde sie bei einer Aktion gegen eine Bundeswehrausstellung in Köln-Wahn zusammen mit jungen Kriegsdienstverweigerern vorübergehend festgenommen.
In fortgeschrittenem Alter beschäftigte sie, die in ihrem Engagement – sowohl in katholischen wie auch linken Strukturen – häufig in der „zweiten Reihe“ hinter Männern gestanden hatte, sich zunehmend mit Frauenrechten und Ungleichheit der Geschlechter. Sie löste sich von der katholischen Kirche und hielt Vorträge über Gleichberechtigung.
Nachdem sie 1975 die Riehler Heimstätten als Alterswohnsitz bezogen hatte, ergriff sie die Initiative zur Gründung eines Frauenhauses in Köln – womit sie sowohl bei der Leitung der Heimstätten (die ein leeres Gebäude zur Verfügung gehabt hätte) als auch bei der Stadtverwaltung auf Ablehnung stieß. Nachdem die Presse über ihre Initiative berichtet hatte, kam sie in Kontakt mit der Kölner Frauengruppe Frauen helfen Frauen, mit deren Engagement schließlich das erste, zunächst komplett aus privaten Mitteln getragene Kölner Frauenhaus eröffnet wurde.
Christa Thomas starb im April 1989 in Köln. Ihren schriftlichen Vorlass hatte sie ab 1969 zu einem kleineren Teil an das Evangelische Zentralarchiv in Berlin abgegeben und zu einem größeren Teil ab 1979 an das Historische Archiv der Stadt Köln. Nach ihrem Tod wurde er im Kölner Stadtarchiv unter der Bestandnummer 1276 zusammengeführt.
Im Juli 2004 beschloss die Bezirksvertretung Köln-Kalk einstimmig, eine Planstraße in Köln-Brück nach Christa Thomas zu benennen (Christa-Thomas-Weg).

## Schriften (Auswahl)
- Dr. Carl Sonnenschein, der Weltstadterwecker: Dem kath. dt. Volke dargereicht (= Kleine Lebensbilder. Nr. 28). Kanisiuswerk, Päpstliche Druckerei, Freiburg im Breisgau 1930.
- Margrit Lekeux. Eine Freundin der Arbeiter (= Kleine Lebensbilder. Nr. 40). Kanisiuswerk, Päpstliche Druckerei, Freiburg im Breisgau 1931.
- Das Leben Hans Wölfels, des Bamberger Blutzeugen. Glock und Lutz, Nürnberg, Bamberg, Passau 1947.
- Wir fordern Volksbefragung! (Faltblatt). Düsseldorf 1951.
- Kreuzzug für den Frieden, o. Jahr
- Sieg des christlichen Gewissens: Protokoll-Auszüge aus dem Prozeß gegen Christa Thomas vor der IV. Strafkammer des Landgerichts Düsseldorf. 1955.